# Coulanges-lès-Nevers
Coulanges-lès-Nevers é uma comuna francesa na região administrativa de Borgonha-Franco-Condado, no departamento Nièvre. Estende-se por uma área de 10,8 km². Em 2010 a comuna tinha 3 722 habitantes (densidade: 344,6 hab./km²).